# Distretto di Naseerabad
Il distretto di Nasirabad è un distretto del Belucistan, in Pakistan, che ha come capoluogo Nasirabad. Nel 1998 possedeva una popolazione di 245.894 abitanti.